# Бялороґі
Бялороґі (пол. Białorogi) — село в Польщі, у гміні Єленево Сувальського повіту Підляського воєводства.
Населення — 79 осіб (2011).
У 1975-1998 роках село належало до Сувальського воєводства.

## Демографія
Демографічна структура станом на 31 березня 2011 року:
|          | Загалом | Допрацездатний вік | Працездатний вік | Постпрацездатний вік |
| -------- | ------- | ------------------ | ---------------- | -------------------- |
| Чоловіки | 37      | 9                  | 24               | 4                    |
| Жінки    | 42      | 10                 | 25               | 7                    |
| Разом    | 79      | 19                 | 49               | 11                   |